# Ana Michelle Soares
Ana Michelle Soares (Brasília, 14 de dezembro de 1982 — São Paulo, 21 de janeiro de 2023) foi uma jornalista, escritora e ativista brasileira.

## Biografia
Nascida em 1982 na região administrativa do Gama, no Distrito Federal, e se mudou para São Paulo aos 12 anos. Ana cursou Jornalismo na FIAM e licenciatura em Letras pela Universidade Paulista (Unip). Durante sua carreira profissional, atuou por três anos como produtora na TV Cultura e em outras atividades de assessoria de comunicação. Em 2011, aos 28 anos, recebeu um diagnóstico de câncer de mama. Em 2015, o quadro se espalhou para outras partes do corpo, configurando-se em um processo de metástase. Com isso, Ana começou a se orientar para um tratamento paliativo, o que se tornou, também, uma bandeira de ativismo com publicações sobre o tema nas mídias sociais.
Com os anos, Ana se tornou uma das figuras mais notáveis acerca do paliativismo no Brasil. Em 2019, a jornalista fundou a Casa Paliativa, que reuniu pacientes em cuidados paliativos de diferentes lugares do Brasil, com conteúdos, fóruns e ações disponibilizadas online. No mesmo ano, publicou pela editora Sextante o livro Enquanto eu respirar. Em 2020, lançou a obra Vida inteira.
Em junho de 2023, foi fundado o Instituto Ana Michelle Soares, com o objetivo de informar sobre cuidados paliativos. A organização também mantém um grupo online que reúne mais de 2500 pacientes e seus familiares. No mesmo ano, foi lançado o filme documentário Quantos Dias, Quantas Noites, com participação de Ana no elenco.

## Morte
Após comemorar seu aniversário de 40 anos, Ana Michelle fez uma lista de últimos desejos e os realizou durante sua última internação, em um hospital de São Paulo. A ativista morreu em 21 de janeiro de 2023 e deixou seu terceiro livro pronto para publicação, Entre a lucidez e a esperança (2023).

## Obras
- Enquanto eu respirar (2019)
- Vida inteira (2020)
- Entre a lucidez e a esperança (2023)